# Plectroglyphidodon flaviventris
Plectroglyphidodon flaviventris är en fiskart som beskrevs av Allen och Randall, 1974. Plectroglyphidodon flaviventris ingår i släktet Plectroglyphidodon och familjen Pomacentridae. Inga underarter finns listade i Catalogue of Life.